# Ric Weiland
Richard Weiland (* 21. April 1953; † 24. Juni 2006 in Seattle) war ein US-amerikanischer Software-Pionier und Philanthrop.

## Werdegang
Richard Weiland war ein Klassenkamerad von Paul Allen, mit dem er auf der Highschool die Lakeside Programmers Group gründete. Er graduierte später an der Stanford University und wurde 1975 von Bill Gates und Paul Allen bei Microsoft eingestellt. Als einer der ersten fünf Mitarbeiter von Microsoft war Weiland Chefprogrammierer und Entwickler von MS BASIC und MS COBOL. Zwischenzeitlich wechselte Weiland zur Harvard Business School, um 1982 als Projektverantwortlicher für MS Works zu Microsoft zurückzukehren.

## Philanthrop
Weiland spendete für diverse Organisationen wie die Pride Foundation, die Lifelong AIDS Alliance, United Way of King County, das Fred Hutchinson Cancer Research Center, die Stanford University, das Gay, Lesbian and Straight Education Network, amFAR und die National Audubon Society. Er war aktives Mitglied in der Northwest gay community und von 1997 bis 2002 im Vorstand der Pride Foundation. Seine Spenden beliefen sich insgesamt auf über 100 Millionen Dollar. Im Februar 2008 wurde bekannt, dass Weiland aus seinem Erbe neben 95 Millionen Dollar, die er anderen Empfängern hinterließ, insgesamt 65 Millionen Dollar schwul-lesbischen Gruppen zugutekommen ließ.
Der Lebenspartner von Weiland war Mike Schaefer. Im Juni 2006 starb Weiland an Kopfverletzungen, die er sich durch einen Gewehrschuss selbst zugefügt hatte. Es ist bekannt, dass Weiland „zeit seines Lebens“ an Depressionen litt.

## Nachweise
1. 1 2  Queer.de: „Microsoft-Pionier vermacht Homo-Gruppen 65 Millionen“, 25. Februar 2008

| Personendaten    | Personendaten                                      |
| ---------------- | -------------------------------------------------- |
| NAME             | Weiland, Ric                                       |
| ALTERNATIVNAMEN  | Weiland, Richard (vollständiger Name)              |
| KURZBESCHREIBUNG | US-amerikanischer Software-Pioneer und Philanthrop |
| GEBURTSDATUM     | 21. April 1953                                     |
| STERBEDATUM      | 24. Juni 2006                                      |
| STERBEORT        | Seattle                                            |